# Wąsewo (Mazovië)
Wąsewo is een dorp in het Poolse woiwodschap Mazovië, in het district Ostrowski (Mazovië). De plaats maakt deel uit van de gemeente Wąsewo en telt 780 inwoners.